# Flugunfall bei Trier 2014
Der Flugunfall bei Trier 2014 ereignete sich am 12. Januar 2014, als eine auf dem Flugplatz Shoreham (Vereinigtes Königreich) gestartete Cessna Citation I der Theo Steil GmbH im Endanflug auf den Flugplatz Trier-Föhren ins Gelände geflogen wurde. Bei dem Unfall starben die beiden Piloten und die beiden Passagiere, es kam zum Totalverlust der Maschine.

## Maschine
Die Cessna Citation mit der Seriennummer 501-0231 war im Jahr 1981 endmontiert worden und wurde im Juli des Jahres mit dem Luftfahrzeugkennzeichen N6783C auf den Hersteller zugelassen. Nach mehreren Benutzerwechseln wurde die Maschine am 22. Januar 2013 durch die Aircraft Guaranty Group erworben und diese betrieb sie mit dem Luftfahrzeugkennzeichen N452TS.
Das zweistrahlige Geschäftsreiseflugzeug, ausgelegt als Ganzmetall-Tiefdecker mit Bugradanordnung, wurde angetrieben von zwei Turbojettriebwerken des Typs Pratt & Whitney Canada JT15D-1. Bis zum Zeitpunkt des Unfalls hatte die Maschine eine Gesamtbetriebsleistung von 4.282 Stunden absolviert, auf die 4.413 Starts und Landungen entfielen.

## Passagiere und Besatzung
An Bord der Cessna befanden sich zwei Passagiere sowie eine zweiköpfige Besatzung, bestehend aus einem Flugkapitän und einem Ersten Offizier. 
- Der 55-jährige Flugkapitän war im Besitz einer Lizenz für Berufspiloten, die am 28. Januar 2002 erstmals ausgestellt worden war. Er war für Maschinen der Typen Cessna 500, Cessna 525 und Piaggio 180 lizenziert. Ehemalige Kollegen beschrieben den Flugkapitän als eher dominant und von sich überzeugt. Die Gesamtflugerfahrung des Flugkapitäns betrug 4.800 Stunden, wovon er 2.740 Stunden mit der Cessna 525 und 1.500 Stunden mit der Piaggio 180 absolviert hatte.
- Der 40-jährige Erste Offizier besaß seit dem 26. Januar 2004 eine Berufspilotenlizenz. Ehemalige Kollegen des Ersten Offiziers beschrieben ihn als zurückhaltenden, besonnenen und kooperativen „Teamplayer“. Bis April 2013 hatte der Erste Offizier eine Flugerfahrung von 1.350 Stunden absolviert, wovon 550 Stunden auf die Swearingen Metro SA226/SA227 und 250 Stunden auf die Cessna 525 entfielen. Mit der Cessna 501 hatte er 39 Flugstunden absolviert.

Die beiden Piloten kannten sich seit ihrer Zeit bei einem anderen Luftfahrtunternehmen. Zwischen ihnen habe es ein starkes Autoritätsgefälle gegeben, berichtete ein ehemaliger Pilotenkollege, außerdem sei es am Wochenende vor dem Unfall zwischen ihnen zu einem Streit gekommen. Der Flugkapitän sei mit der fliegerischen Leistung des Ersten Offiziers unzufrieden gewesen und habe die Absicht geäußert, die Zusammenarbeit mit ihm nach der Großbritannienreise zu beenden.

## Unfallhergang
Vor dem Abflug aus Shoreham kontaktierte der Flugkapitän die Flugsicherung in Trier-Föhren, um sich nach den Wetterbedingungen zu erkundigen. Ihm wurde daraufhin geraten, den Abflug zu verschieben, da am Flughafen dichter Nebel und schlechte Sicht herrschten. Ungeachtet dieser Empfehlung wurde der Flug plangemäß angetreten, die Maschine hob gegen 10:00 Uhr Ortszeit in Shoreham ab. Alternative Flughäfen für eine Landung wären der Flughafen Luxemburg und der Flughafen Frankfurt-Hahn gewesen. Im Anflug auf den Flugplatz Trier-Föhren streifte die Maschine bei dichtem Nebel einen Strommast und stürzte ab. Dabei kamen alle vier Insassen ums Leben.

## Ursache
Nach dem Unfall übernahm die Bundesstelle für Flugunfalluntersuchung (BFU) die Ermittlungen zur Ursache des Flugunfalls. Die Ermittler führten den Unfall darauf zurück, dass der verantwortliche Pilot (PIC) sich trotz bekannter am Flugplatz Trier-Föhren herrschender Instrumentenwetterbedingungen zum Anflug nach Sichtflugregeln (VFR) entschlossen hatte, dass wahrscheinlich aufgrund einer fehlerhaften Einstellung am Navigationsgerät ein falsches Vertikalprofil geflogen wurde und dass aufgrund fehlender Sichtreferenz und eines unzureichenden Situationsbewusstseins der Piloten der Sinkflug nicht rechtzeitig abgebrochen wurde. Als beitragenden Faktor ermittelte die BFU ein unzureichendes Crew Resource Management.
Unter den Wetterbedingungen rechneten der an Bord befindliche Besitzer der Maschine und seine Frau, die beide als Passagiere an Bord waren, mit einer Umkehr zu einem Alternativflughafen. Am Morgen des Unfalltages habe er seinen Sohn angerufen und ihm mitgeteilt, dass die Maschine wahrscheinlich am Flughafen Frankfurt-Hahn landen werde. Nach Angaben des Sohnes der Passagiere habe für seine Eltern kein Termindruck  bestanden. Er hielt es für „völlig unvorstellbar“, dass sein Vater auf die Piloten Druck ausgeübt haben könnte, nach Trier zu fliegen. In der Vergangenheit habe man öfter auf einen anderen Flugplatz ausweichen müssen, was nie ein Problem gewesen sei.